# わくわく海中水族館シードーナツ
わくわく海中水族館シードーナツ（わくわくかいちゅうすいぞくかんしーどーなつ）は、熊本県上天草市にある天草パールセンターが運営する海中水族館。日本でも数少ない海に浮かべた船が水族館となっている。ドーナッツ型の水族館内をめぐると、世界の海を1周できるような展示となっている。
過去には、人間について考えてもらうためにヒトの檻が展示されることや、動物愛護の意識を高めてもらうために、ミニブタ（ポットベリードピッグ）が展示されることがあった。

## 概要
- 所在地：熊本県上天草市松島町合津6225-7
- 営業時間：9:00～17:00

## 沿革
| 1952（昭和27）年 | 熊本県天草郡松島町阿村にて真珠養殖に着手 |
| 1966（昭和41）年 | 天草パールセンター株式会社 設立 真珠資料館を開設、本真珠及びその加工品を直売開始                                                                                 |
| 1968（昭和43）年 | 天草特産品販売所とレストランを併設 |
| 1981（昭和56）年 | 株式会社松島町観光開発公社 設立に町民85名と参画 |
| 1982（昭和57）年 | 世界初の海に浮かぶ水族館、海中展望船「まつしま」開設 |
| 1994（平成6）年  | パールライン観光とタイアップし、水族館からパールライン遊覧船を運航 天草パール・マリア館 開設 天草の郷土資料・キリシタン資料・真珠資料の展示                      |
| 1997（平成9）年  | 天草パールセンター株式会社が株式会社松島町観光開発公社の経営権を取得                                                                                             |
| 2000（平成12）年 | 海中展望船「まつしま」を全面改装 |
| 2001（平成13）年 | 「あまくさパールセンター」と「わくわく海中水族館シードーナツ」を全館リニューアルオープンし、広く「あまくさ海遊の郷パールセンター」として体験できるメニューを増設 |
| 2003（平成15）年 | 移動水族館・ナイト水族館開設 |
| 2013（平成25）年 | イルカの展示、ふれあい事業を開始 |
| 2014（平成26）年 | イルカを海に出し、ふれあいビーチ体験を増設 |
| 2017（平成29）年 | 錦戸グループが天草パールセンター株式会社及び株式会社松島町観光開発公社の全株式を取得し子会社とする                                                               |
| 2020（令和2）年  | 吸収合併し、三和コンクリート工業株式会社とする 水族館シードーナツをリニューアルオープンする                                                                      |
| 2021（令和3）年  | 「天草パールセンター」の建て替えを行い、「天草パールガーデン＆海中水族館シードーナツ」としてリニューアルオープンする                                             |

## 交通アクセス
- 熊本桜町バスターミナル・熊本駅より九州産交バスあまくさ号に乗車し「リゾラテラス天草」下車すぐ。
- JR九州三角線三角駅で下車後、三角港から天草宝島ラインに乗船し、前島港で下船すぐ。
- 九州自動車道松橋インターチェンジから42km。